# بطولة الأمم الخمس 1910
بطولة الأمم الخمس 1910 (بالإيطالية: Cinque Nazioni 1910)‏ هو الموسم 28 من بطولة الأمم الخمس. كان عدد الأندية المشاركة فيه 5، وفاز فيه منتخب إنجلترا الوطني لاتحاد الرغبي.